# ラミナカリス
ラミナカリス（Laminacaris）は、約5億年前のカンブリア紀に生息したラディオドンタ類の節足動物の一属。触手状の前部付属肢の内突起に大小の分岐をもつ、中国の澄江動物群で見つかった Laminacaris chimera という1種のみ正式に記載される。前部付属肢の化石のみによって知られる。

## 名称
学名「Laminacaris」はラテン語の「lamina」（薄いブレードの意）と「caris」（カニもしくはエビの意、水生節足動物の学名に常用される接尾辞）の合成語である。複数のラディオドンタ類に似た特徴を兼ね備える前部付属肢により、模式種（タイプ種）の種小名はギリシア神話に登場し、様々な動物の特徴を合成したような姿をもつ怪物キマイラ（キメラ、Chimera）に因んで「chimera」と名付けられた。

## 形態

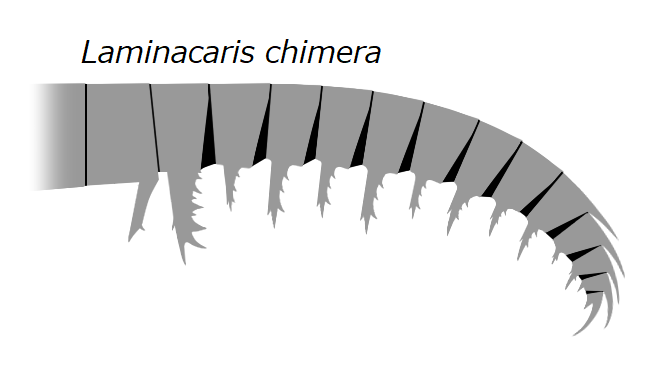
Laminacaris chimera の前部付属肢

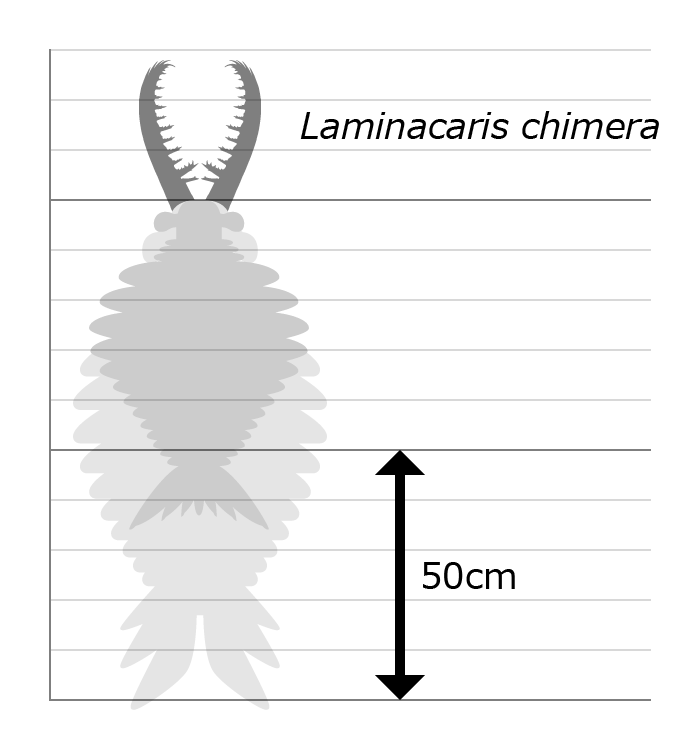
ラミナカリスのサイズ推定図

前部付属肢（frontal appendage）の長さは柄部を除いて11cmから28cm以上に及ぶ。15節の肢節（柄部2節と残り13節）からなり、最初と最終の肢節を除いて各肢節は内突起（endite）を腹側にもち、柄部直後のものをはじめとして長短を繰り返している。柄部以降の各肢節の境目は、腹面にかけて三角形の節間膜に分かれている。第2肢節前端に備わる内突起は単調で、先端付近の前側に1本の分岐（auxiliary spine）をもつ。柄部直後の肢節の内突起はやや強大な鋸歯状で、先端ほど発達で長短を繰り返した一連の分岐が前縁に沿って並び、そのうち5本ほどが明らかに発達しており、1本の短い分岐を後縁途中に備わる。それ以降の内突起は多くが前後それぞれ3本と1本の分岐をもつ。最終5節は鉤爪状の長い棘（dorsal spine）を背側にもち、最終肢節の内側に1本の短い棘がある。
体は発見されていないが、既知最大の前部付属肢の長さをアノマロカリスとインノヴァティオカリスの体の比率（それぞれの体長は柄部を除いた前部付属肢長の約2倍と2.8倍）にあわせて推算すると、ラミナカイスの体長は53.2cmもしくは78.4cmで、正式に記載されるカンブリア紀のラディオドンタ類の中では最大級の一属となる。

## 生態
アノマロカリス科とアンプレクトベルア科のラディオドンタ類と同様、ラミナカリスは活発な捕食者であったと考えられる。前部付属肢がアノマロカリスのように幅広い節間膜、およびアンプレクトベルアのように柄部直後の強大な内突起と鉤爪状の棘を兼ね備えるため、ラミナカリスは、アノマロカリスとアンプレクトベルアの前部付属肢の機構（前者は幅広く湾曲し、後者は鋏のように噛み合う構造をもつ）を兼ね備えて捕食を行ったと推測される。

## 分類
ラミナカリスの前部付属肢の化石は Hou et al. 2004 で既に記載されていたが、長らくアノマロカリス由来のものと思われ、暫定的に Anomalocaris aff. saron とされていた。Guo et al. 2018 ではアノマロカリスとの明らかな相違点が指摘され、新属新種のラディオドンタ類 Laminacaris chimera として正式に命名された。

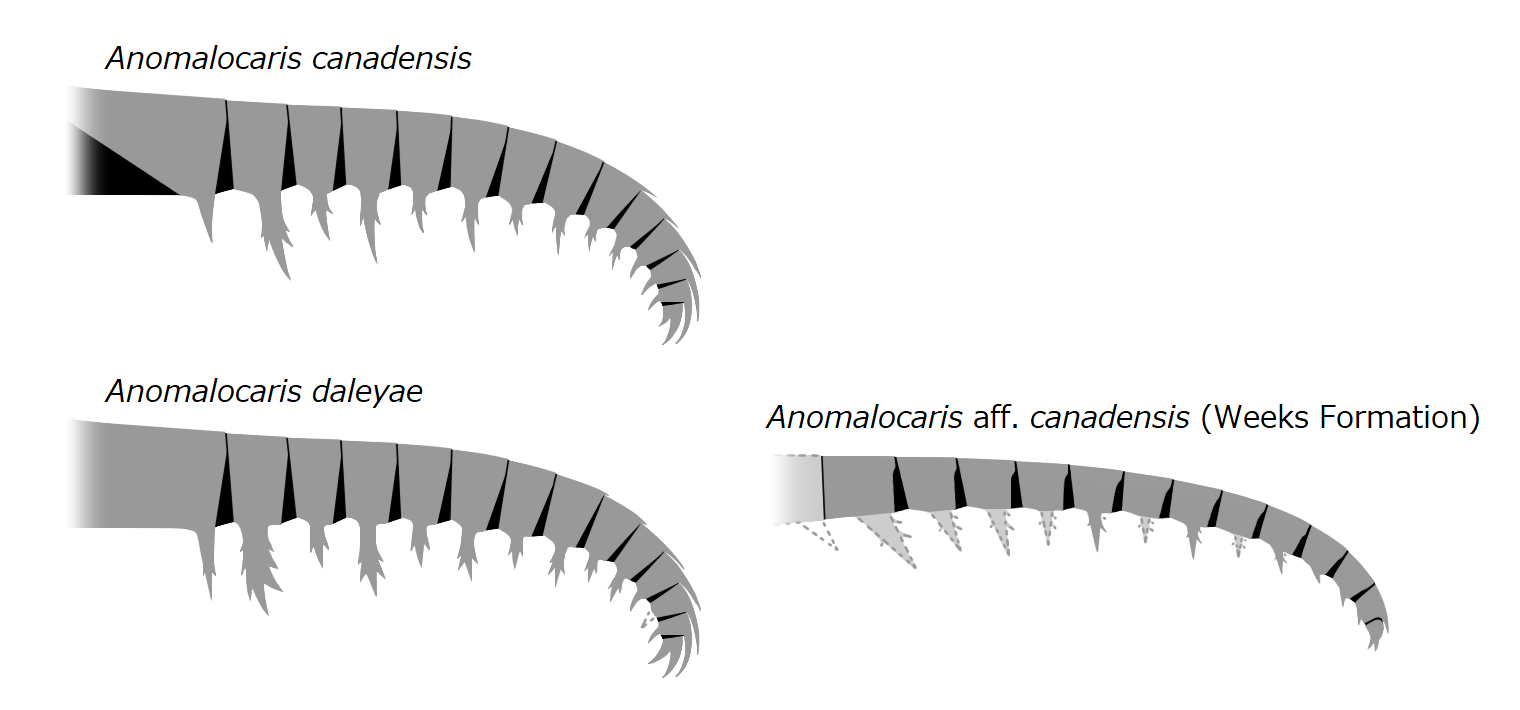
幅広い節間膜をもつアノマロカリスの前部付属肢
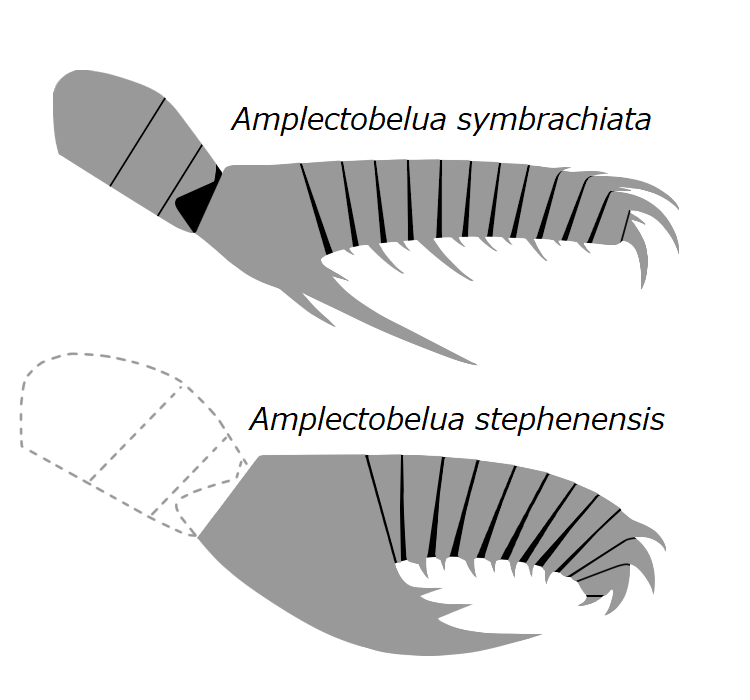
強大な内突起と鉤爪状の先端の棘をもつアンプレクトベルアの前部付属肢
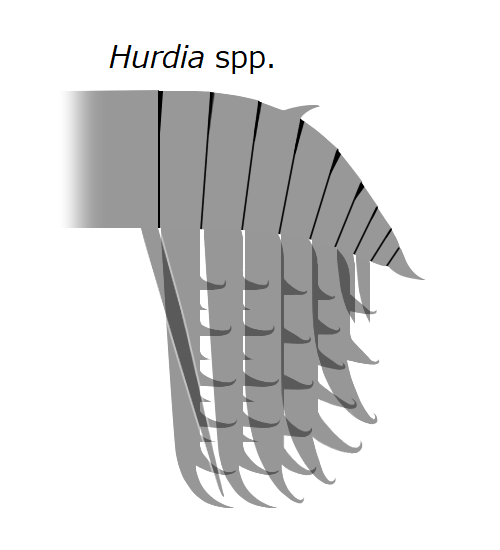
内突起の分岐が長短を繰り返したフルディアの前部付属肢

ラディオドンタ類におけるラミナカリスの系統的位置は不確実である。ラミナカリスは前部付属肢は、長さと高さの比率が控え目な肢節と幅広い節間膜（アノマロカリスに類似）・柄部直後の強大な内突起（アンプレクトベルア科などに類似）・発達した背側の棘（アンプレクトベルアに類似）・前側の分岐が長短を繰り返した内突起（フルディアなどに類似）など、複数のラディオドンタ類に似た特徴を兼ね備えている。本種の原記載である Guo et al. 2018 ではこのような特徴を基に、ラミナカリスはラディオドンタ類の既存のどの科（アノマロカリス科・アンプレクトベルア科・タミシオカリス科・フルディア科）にも属さず、これらの科より基盤的なラディオドンタ類ではないかと考えていた。しかしその後の系統解析では多くがこのような推測を応じず、アンプレクトベルア科に含まれる、フルディア科の姉妹群、アノマロカリス科とアンプレクトベルア科の系統群に含まれる、アノマロカリスとラムスコルディアの次に分岐、アンプレクトベルア科とフルディア科より基盤的、インノヴァティオカリスに近縁など、様々な結果が出ている。
2018年現在、ラミナカリス（ラミナカリス属 Laminacaris）の中で正式に命名をなされた種は、中国の雲南省における Maotianshan Shales（澄江動物群、カンブリア紀第三期、約5億1,800万年前）で見つかった模式種（タイプ種）Laminacaris chimera のみである。確実でないが、アメリカのペンシルベニア州における Kinzers Formation（カンブリア紀第四期）で見つかった化石標本（USNM 213693, 90827）は本属由来の可能性があり、暫定的に ?Laminacaris sp. と同定される。